# Pairie de Hainaut
Du Moyen Âge central à la fin de l'Ancien Régime, la pairie de Hainaut, ou pairie hennuyère, est le collège composé des nobles du comté de Hainaut portant le titre de pair de Hainaut.
Les pairies étaient au nombre de douze, à savoir : Avesnes (auj. Avesnes-sur-Helpe), Barbençon, Baudour, Chièvres, Chimay, Lens, La Longueville, Quévy (auj. Quévy-le-Petit), Rebaix, Le Rœulx, Silly et Walincourt (auj. Walincourt-Selvigny).